# Viktor Frankl-Maus
Viktor Frankl-Maus (* 8. September 1993 in Wuppertal) ist ein deutscher Basketballtrainer und ehemaliger -spieler.

## Spielerlaufbahn
Frankl-Maus wurde in Wuppertal geboren und wuchs in Köln auf. Er spielte für die Köln 99ers und wechselte 2012 zu den Dragons Rhöndorf, bei denen er zum Mannschaftskapitän aufstieg. In der Saison 2017/18 war er mit einem Schnitt von 5,2 Korbvorlagen pro Partie einer der besten Spieler der 2. Bundesliga ProB in dieser statistischen Kategorie und erzielte durchschnittlich 13 Punkte pro Einsatz. Im Spieljahr 2016/17 wurde für Frankl-Maus gar ein Schnitt von 6,8 Vorlagen je Begegnung verbucht. Auch im Spieljahr 2015/16, in dem der Aufbauspieler mit Rhöndorf in der 2. Bundesliga ProA antrat, erzielte Frankl-Maus mit fünf Korbvorlagen pro Spiel einen Spitzenwert. Ab Sommer 2017 gehörte Frankl-Maus zusätzlich zum Trainingskader des Bundesligisten Telekom Baskets Bonn, einem Rhöndorfer Kooperationspartner.
Im Sommer 2018 verließ er das Rheinland und wechselte zur zweiten Herrenmannschaft des FC Bayern München (2. Bundesliga ProB). Im Sommer 2020 wurde er als Neuzugang des ProB-Aufsteigers RheinStars Köln vermeldet, kam aus Verletzungsgründen jedoch nur zu drei Einsätzen während des Spieljahres 2020/21. Anfang Dezember 2021 kehrte Frankl-Maus nach Rhöndorf (inzwischen wieder in der 2. Bundesliga ProB) zurück. Nach der Saison 2021/22 beendete er seine Laufbahn im Profibereich und schloss sich im Juli 2022 der Zweitvertretung der Bayer Giants Leverkusen in der 1. Regionalliga West an. Mit insgesamt 315 Punkten war Frankl-Maus in der Saison 2022/23 bester Korbschütze der Rheinländer, sein Mittelwert von 12,6 Punkte je Begegnung war mannschaftsintern der zweithöchste Wert. Er stand mit durchschnittlich 5,7 Vorlagen pro Begegnung ligaweit auf dem dritten Platz. Er spielte bis 2024 für Leverkusen II.
Zur Saison 2024/25 schloss sich Frankl-Maus der BSG Grevenbroich aus der 1.Regionalliga West an. In der Sommerpause 2025 wechselte er in Grevenbroich ins Traineramt.